# Trois Rébellions au Shouchun
Guerres des Trois Royaumes
Batailles
Yiling/Xiaoting - Campagne contre le Wu - Campagne du Sud - Hefei (231) - Hefei (233) - Expéditions de Zhuge Liang - Hefei (234) - Shiting - Liaodong - Offensive du Wu - Xingshi - Koguryo - Gaoping - Expéditions de Jiang Wei (Didao) - Dongxing - Hefei (253) - Shouchun - Cao Mao - chute du Shu - Zhong Hui - Chute du Wu
Les Trois Rébellions au Shouchun (chinois traditionnel壽春三叛 chinois simplifié 寿春 三叛 pinyin Shòuchūn Sān Pàn), aussi connues sous le nom de Trois Rébellions au Huainan (chinois traditionnel 淮南三叛 chinois simplifié 淮南三叛 pinyin Huáinán Sān Pàn)) sont une série de trois révoltes qui ont eu lieu dans le royaume de Wei, durant la période des Trois Royaumes de l'Histoire de Chine. Ces rébellions ont eu lieu durant la décennie 250, soit vers la fin du royaume de Wei, quand le clan Sima, dirigé par Sima Yi, s'empare du pouvoir aux dépens de la famille régnante. Les gouverneurs militaires successifs du Shouchun, Anhui, Chine déclenchent une série de rébellions dont le but est toujours le même : écarter le clan Sima du pouvoir. Les chefs des rébellions furent respectivement Wang Ling (en), Guanqiu Jian avec son collègue Wen Qin (en), et Zhuge Dan. Toutes les révoltes finissent par être écrasées.

## La situation avant les rébellions
En 249, a lieu l'incident des tombes de Gaoping, qui est un coup d'État orchestré par Sima Yi, le corégent du Wei, pour se débarrasser de Cao Shuang, l'autre corégent du Wei. Le coup d'État réussit et se conclut par la mainmise du clan Sima sur le gouvernement du Wei, après l'exécution de Cao Shuang et de tout son clan. Après le décès de Sima Yi, le pouvoir passe à son fils aîné Sima Shi puis à son deuxième fils Sima Zhao, à la suite de la mort de Sima Shi.

## Les rébellions

### La rébellion de Wang Ling
Après l'incident des tombes de Gaoping, Sima Yi offre une promotion à Wang Ling, le général à la tête du Shouchun. Il lui donne le rang de Grand Commandant (太尉). Wang Ling et son neveu Linghu Yu (令狐愚) sentent que l'empereur Cao Fang est trop jeune pour régner et que c'est en fait Sima Yi qui régente le royaume de Wei. Ils préparent un plan pour destituer Cao Fang et le remplacer par le Prince de Chu, Cao Biao (曹彪). Linghu Yu envoie son subordonné Zhang Shi (張式) contacter Cao Biao.
Au printemps 251, Wang Ling envoie une pétition à la cour du Wei, pour demander la permission d'attaquer l'armée du royaume de Wu qui se trouve à Tushui (塗水). Cette campagne contre le Wu est en fait un prétexte pour pouvoir lever des troupes en toute légalité, avant de déclencher la rébellion. comme Wang Ling ne reçoit aucune réponse, il envoie Yang Hong (楊弘), un de ses subordonnés, exposer ses plans de rébellions à Huang Hua (黃華), l'inspecteur de la province de Yan. Wang espère que Huang le suivra dans sa révolte et lui fournira les soldats qui lui manquent. Ce plan échoue, car Yang Hong et Huang Hua préfèrent rapporter les plans de révolte de Wang à Sima Yi. L'empereur Cao Fang est mis au courant de la situation pendant le 4e mois lunaire de l'année 251, soit à peu près entre fin mars et début juin. Sima Yi prend alors personnellement la tête des troupes chargées de mater l'insurrection et marche sur le Souchun. Pris de court et isolé, Wang Ling comprend qu'il n'a aucune chance et accepte de se rendre après que Sima Yi lui ait promis pardon et amnistie pour sa trahison. Malgré ces promesses, Wang Ling sait que finalement, il sera exécuté et préfère se suicider pendant qu'on le ramène sous escorte à Luoyang, la capitale du Wei. Il meurt pendant le 5e mois lunaire de l'année 251, ce qui correspond au début de l'été. Finalement, tous les membres du clan de Wang Ling sont exécutés, pendant que Cao Biao reçoit l'ordre de se suicider.

### La rébellion de Guanqiu Jian et Wen Qin
Sima Yi meurt en 251, peu après avoir écrasé la révolte de Wang Ling et c'est son fils aîné, Sima Shi qui récupère le poste de son père, ainsi que la direction de fait des affaires du royaume. En 254, Li Feng, Xiahou Xuan et Zhang Ji (張緝) complotent pour renverser Sima Shi, mais leurs plans sont découverts et ils sont tous les trois exécutés. L'empereur Cao Fang supporte de moins en moins l'attitude autoritaire de Sima Shi, au grand agacement de ce dernier. Quelques mois plus tard, Sima Shi dépose Cao Fang et le remplace sur le trône par Cao Mao. Lorsque Guanqiu Jian, le remplaçant de Wang Ling et Wen Qin (en), le nouvel inspecteur de la province de Yang, sont mis au courant des exécutions de Li Feng, Xiahou Xuan et Zhang Ji, ils craignent d'être impliqués dans ce complot.Guanqiu Xun, le fils de Guanqiu Jian, presse son père de déclencher une révolte pour défendre le souverain légitime du Wei contre les exactions de Sima Shi.
L'année suivante, Guanqiu Jian et Wen Qin déclenchent une révolte au Shouchun contre Sima Shi et attaquent la ville de Xiangcheng. Lorsque Sun Liang, l'empereur du Wu, est mis au courant de cette révolte, il envoie des troupes pour aider Guanqiu Jian, dans l'espoir de mettre la main sur le Souchun. L'armée du Wu est dirigée par le chancelier Sun Jun, Lü Ju et Liu Zan (en) (留贊). Du côté du Wei, Sima Shi prend personnellement la tête d'une armée pour écraser la révolte et repousser l'attaque du Wu. Il envoie Wang Ji, l'inspecteur de la province de Jing, prendre la ville de Nandun (南頓), avant que les rebelles ne le fassent. Des armées levées localement et dirigées par Zhuge Dan, Hu Zun (胡遵) et Deng Ai se joignent aux troupes de Sima Shi. Ce dernier donne l'ordre à ses troupes de s'arrêter dans la région située au nord de la riviére Huai, qui est la région natale de la plupart des soldats rebelles. Effrayés et démoralisés par ce déploiement de forces qui menace leurs familles, ces soldats finissent par déserter. Finalement Guanqiu Jian et Wen Qin n'ont plus sous leurs ordres que des civils fraîchement recrutés et se retrouvent bloqués sur place, n'osant ni engager la puissante armée de Sima Shi, ni battre en retraite, craignant de tomber dans une embuscade.
Au même moment, Deng Ai était en route pour stationner ses troupes à Yuejia (樂嘉). Voyant que Deng avait peu de soldats sous ses ordres, Guanqiu Jian donne l'ordre à Wen Qin d'attaquer cette armée. Quand Wen arrive à Yuejia, il y trouve Sima Shi et le gros des troupes adverses. Face à une telle supériorité numérique, Wen se replie. Sima Shi envoie alors Sima Ban (司馬班) à la poursuite des fuyards, qui rattrape Wen Quin et détruit son armée. Wen lui-même ne s'en sort vivant que grâce à l'intervention de son fils, Wen Yang qui protège sa fuite. Yin Damu (尹大目), un des gardes du palais impérial, rattrape Wen Qin et essaie de le persuader de se rendre, ce que Wen refuse. Quand Guanqiu Jian apprend la défaite de Wen, il s'enfuit pendant la nuit, laissant son armée se disperser. Il s’enfuit à Shenxian où il est accueilli par Song Bai. Peu de temps après, lors d’un banquet, Guanqiu Jian se saoule profondément et son hôte en profite pour l’assassiner, puis expédie sa tête à Luoyang. Quand Wen Qin retourne au Xian de Xiang (項縣) il s'aperçoit que Zhuge Dan a déjà pris Shouchun et que l'armée rebelle s'est dispersée et s'enfuit avec sa famille au Royaume de Wu.
Concernant les renforts envoyés par le royaume de Wu, lorsque Sun Jun arrive à Dongxing, il apprend que la rébellion est déjà écrasée et bat à son tour en retraite. Zhuge Dan envoie alors Jiang Ban (蔣班) à la poursuite des troupes du Wu. Jiang réussit à les rattraper et à les battre, dans un combat qui coûte la vie à Liu Zan, un général du Wu.

### La rébellion de Zhuge Dan
Après avoir écrasé la rébellion de Guanqiu Jian et Wen Qin, Sima Shi meurt de maladie sur le chemin du retour à Luoyang. C'est son frère Sima Zhao qui devient le nouveau dirigeant de fait du Royaume de Wei. Comme récompense pour son soutien au clan Sima, Zhuge Dan devient le nouveau général commandant le Shouchun. Zhuge avait été le témoin des destins misérables de Wang Ling et Guanqiu Jian après leurs révoltes et se sentait mal à l'aise, en danger. Dès sa prise de poste, il commence par mener une politique visant à augmenter sa popularité dans la région du sud de la rivière Huai, et embauche de nombreux gardes du corps.
Sima Zhao voulait éliminer les dernières personnes encore fidèles à la famille impériale et pour y parvenir, il demande conseil à Jia Chong pour amener Zhuge Dan à se rebeller. Sur les conseils de Jia, Sima envoie à Zhuge Dans un décret impérial lui ordonnant de se présenter à la cour du Wei et d'assumer un poste au sein du "Ministère des Travaux"(工部). Effrayé par cet ordre, Zhuge assassine Yue Lin, l'inspecteur de la province de Yang, et prend le contrôle de la garnison, soit 40 000  à   50 000 soldats. Ensuite, il se déclare en rébellion contre Sima Zhao et envoie son greffier en chef, Wu Gang (吳 綱), rejoindre le royaume de Wu pour demander des renforts. Pour donner plus de poids à sa demande, il envoie aussi son fils Zhuge Jing (諸葛 靚) comme otage. En réponse, le Wu lui envoie des renforts, bien plus nombreux que ceux envoyés lors de la seconde rébellion. Ce faisant Zhuge Dan se retrouve à la tête d'une troupe importante.
Sima Zhao prend personnellement la tête d'une armée de 260 000 hommes pour écraser la rébellion. Il installe son campement à Qiutou (丘頭), puis il envoie Wang Ji et Chen Qian (陳騫) assiéger la ville de Shouchun, pendant que Shi Bao (石苞), Hu Zhi (胡質) et Zhou Tai (州泰) bloquent les renforts du Wu. Cette dernière opération ne réussit que partiellement, car des troupes du Wu, dirigées par Wen Qin, Tang Zi et Quan Yì (全懌) réussissent à rentrer dans Shouchun avant que la ville ne soit encerclée. Par la suite, Wen Qin tente plusieurs sorties avec ses hommes pour briser le siège, mais en vain. De son côté, Zhu Yi, un général du Wu, installe ses troupes à Anfeng (安豐), au sud-ouest de Shouchun. Il tente à son tour de briser le siège, mais est vaincu par Zhou Tai. Constatant cet échec, Sun Chen déplace son armée vers les rives du lac de Chao et envoie Zhu Yi, Ding Feng et Li Fei (黎斐) briser le siège de Shouchun. Cette tentative se solde par un échec, les troupes du Wu étant défaites par Shi Bao et Zhou Tai. Peu après Hu Lie (胡烈), un général du Wei, lance une attaque surprise contre les troupes du Wu et réussit à détruire leurs réserves.
Privé de ses réserves, Zhu Yi ne peut plus rien faire. Furieux à la suite de cet échec, Sun Chen fait exécuter Zhu Yi, puis donne l'ordre de se replier sur Jianye, la capitale du Wu. L'armée de Zhuge Dan continue à être assiégée, sans qu'aucun renfort ne vienne et sans être au courant du repli des troupes du Wu. Pour briser ce siège, Jiang Ban (蔣班) et Jiao Yi (焦彝), deux conseillers de Zhuge Dan, suggèrent à ce dernier de concentrer toutes les forces à sa disposition pour attaquer l'armée ennemie sur un point précis. Wen Qin rejette ce plan et préconise de ne rien faire avant l'arrivée des renforts du Wu. Zhuge Dan se range à l'avis de Wen Qin et laisse entendre à Jiang Ban et Jiao Yi qu'il va les tuer pour leur apprendre à lui donner de mauvais conseils. Face à une telle menace, Jiang et Jiao préfèrent fuir la ville et se rendre à Sima Zhao. Pour profiter de cette situation, Sima Zhao suit les conseils de Zhong Hui et rédige de fausses lettres de Quan Hui (全輝) et Quan Yi (全儀) pour amener Quan Yi (全禕) et Quan Duan (全端) à se rendre. Quand Quan Yī reçoit ces lettres, il les prend pour vraies et se rend à Sima Zhao avec ses troupes.
Lors du premier mois lunaire de l'année 258, soit entre fin janvier et fin février, Zhuge Dan, Wen Qin et Tang Zi tentent une nouvelle fois de briser le siège. Cette tentative est aussi vaine que les précédentes et se solde par de lourdes pertes pour les assiégés. Avec le temps, les réserves de Souchun s'épuisaient et les soldats se rendaient régulièrement à l'ennemi. Pour économiser les vivres, Wen Qin suggère de démobiliser une partie des troupes. Furieux, Zhuge Dan rejette les conseils de Wen Qin et le fait exécuter. Lorsqu'ils apprennent la nouvelle, Wen Yang et Wen Hu, les fils de Wen Quin, s'enfuient de Shouchun et se rendent à Sima Zhao, ce qui provoque un effondrement du moral des dernières troupes fidèles à Zhuge Dan. À la fin de l'hiver, lors du deuxième mois lunaire de la même année, les troupes de Sima Zhao réussissent à pénétrer dans Shouchun. Zhuge Dan quitte la ville et finit par être tué dans sa fuite par les hommes de Hu Fen (胡奮). Pour ce qui est des dernières troupes du Wu présentes dans la ville, le général Yu Quan est tué lors des combats, alors que ses collègues Tang Zi et Wang Zuo (王祚) se rendent à Sima Zhao.

## Conséquences
L'échec des trois rébellions renforce l'influence du clan Sima à la cour du Wei, tout en éliminant les derniers serviteurs loyaux de la dynastie en place. Sima Zhao a alors le soutien de la quasi-totalité des officiels du Wei. En 260, l'empereur Cao Mao tente un coup d'État pour se débarrasser de Sima Zhao, mais échoue et est tué par les gardes de Sima. En 263, le Wei envahit avec succès le Shu et l'annexe en moins d'un an. Peu après la mort de Sima Zhao en 265, son fils Sima Yan force Cao Huan, le dernier empereur du Wei, à abdiquer en sa faveur. Il met ainsi fin au royaume du Wei et fonde sa propre dynastie, la dynastie Jin. En 280, le nouvel empereur complète la réunification de la Chine en annexant le Wu, dernier des Trois Royaumes à être encore debout.

## Ordre de bataille

### Rébellion de Wang Ling
|  | armée de Wang Ling - Wang Ling se rend aux troupes du Wei - Wang Huo (王彧) se rend aux troupes du Wei - Cao Biao (曹彪), Prince de Chu (楚王) - Linghu Yu (令狐愚) - Zhang Shi (張式) | armée du Wei - Sima Yi |

### rébellion de Guanqiu Jian et Wen Qin
|  | armée de Guanqiu Jian et Wen Qin - † Guanqiu Jian - Guanqiu Xiu,s'enfuit au royaume de Wu - Guanqiu Zhong (毌丘重), s'enfuit au royaume de Wu - Wen Qin, s'enfuit au royaume de Wu - Wen Yang, s'enfuit au royaume de Wu armée du Wu - Sun Jun - Lü Ju - † Liu Zan (留贊) | armée du Wei - Sima Shi - Sima Ban (司馬班) - Yin Damu (尹大目) - Deng Ai - Wang Ji - Zhuge Dan - Jiang Ban (蔣班) - Hu Zun (胡遵) |

### rébellion de Zhuge Dan
|  | armée de Zhuge Dan - † Zhuge Dan - Jiang Ban (蔣班)se rend aux troupes du Wei - Jiao Yi (焦彝)se rend aux troupes du Wei armée du Wu - Sun Chen - Zhu Yi, exécuté par Sun Chen - Ding Feng - Li Fei (黎斐) - Wen Qin, exécuté par Zhuge Dan - Wen Yang se rend aux troupes du Wei - Wen Hu se rend aux troupes du Wei - Quan Yì (全懌)se rend aux troupes du Wei - Quan Duan (全端) se rend aux troupes du Wei - Tang Zi se rend aux troupes du Wei - Wang Zuo (王祚) se rend aux troupes du Wei - † Yu Quan | armée du Wei - Sima Zhao - Zhong Hui - Wang Ji - Chen Qian (陳鶱) - Shi Bao (石苞) - Hu Zhi (胡質) - Zhou Tai (州泰) - Hu Lie (胡烈) - Hu Fen (胡奮) |